# Casa Amarela

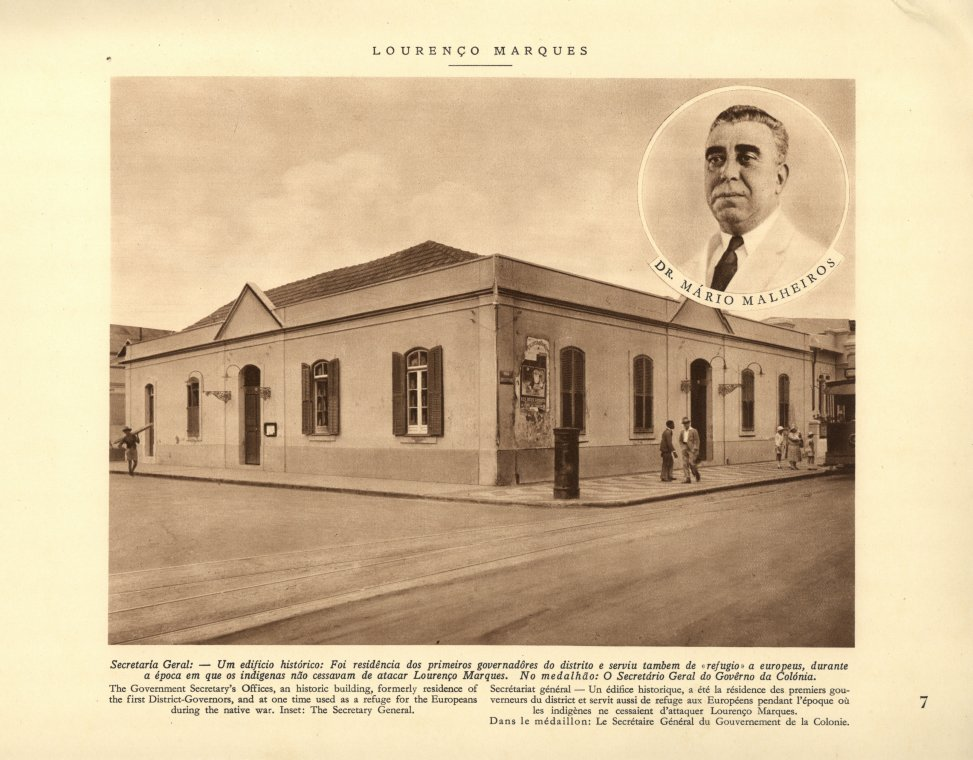
Die Casa Amarela (Gelbes Haus) in den 1920er Jahren

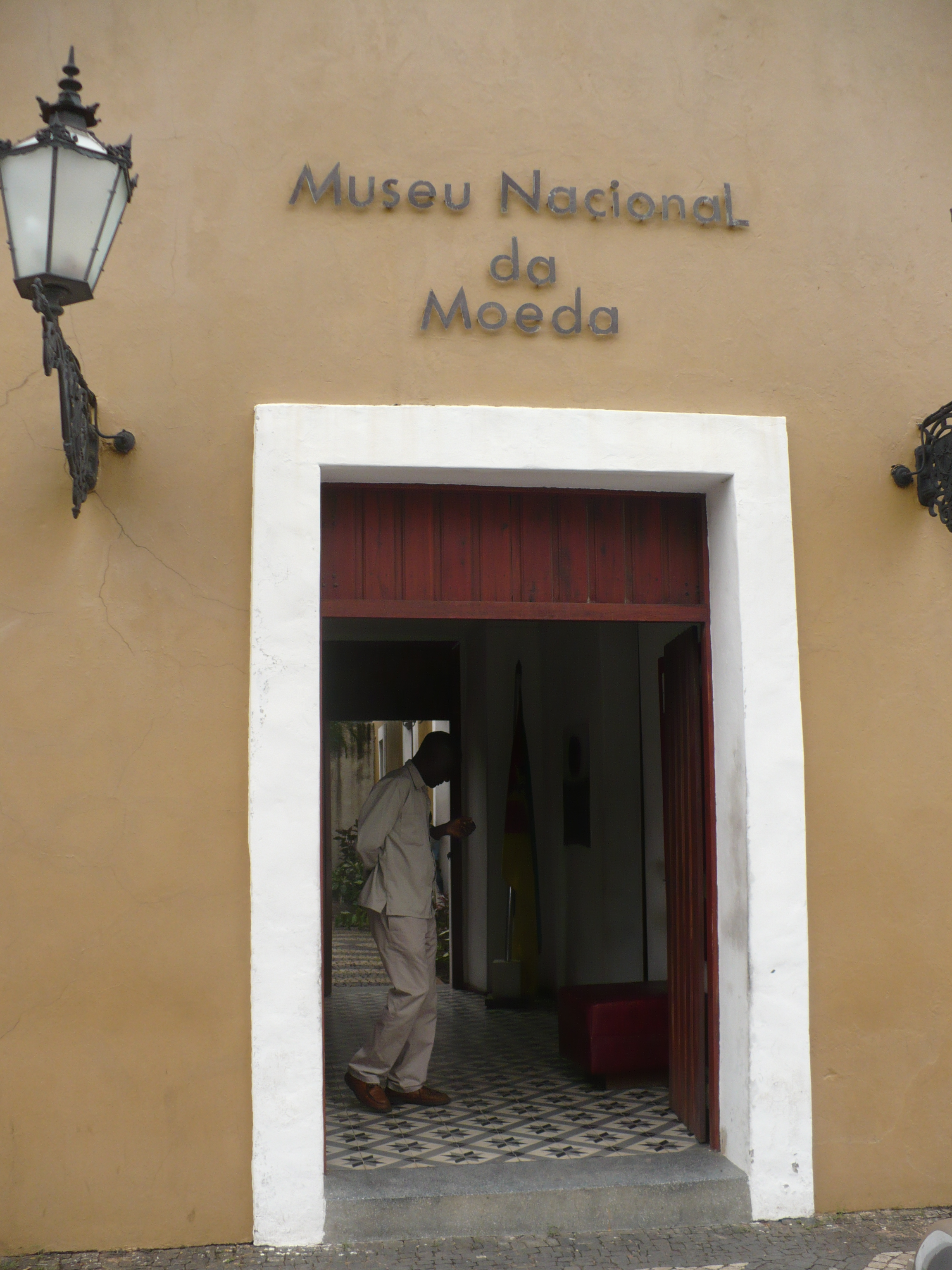
Eingang zum Nationalen Münzmuseum (2010)

Die Casa Amarela, zu Deutsch „Gelbes Haus“, ist ein Bauwerk an der Praça 25 de Junho im Stadtteil Central der mosambikanischen Hauptstadt Maputo. Das im 18. Jahrhundert errichtete Gebäude unterlag sowohl portugiesischen als auch indischen Architektureinflüssen und gilt als das älteste erhaltene in der Stadt. Es beherbergt heute das Nationale Geldmuseum (Museu Nacional da Moeda).

## Geschichte
Das Baujahr des durch portugiesische Soldaten errichteten „Gelben Hauses“ wird auf das Jahr 1776 datiert, wobei diesbezüglich die genauen Angaben schwanken. Es wird vermutet, dass es zunächst als Gefängnis diente, bevor die benachbarte Festung (Fortaleza Nossa Senhora da Conceição) zu einem späteren Zeitpunkt entstand.
Um 1860 kaufte ein indischer Handelsmann das Gebäude, ließ es umbauen und in seine heutige Form bringen, um es zunächst als Warenlager und Büro zu nutzen. Seitdem verfügt es über einen Grundriss in der Form eines „L“ mit einem kleinen Innenhof. Es besitzt lediglich ein Flachdach. Aufgrund der ockerfarben gestrichenen, nicht verzierten Außenwände erhielt das Gebäude schnell den Namen „A casa amarela“ (Das gelbe Haus). Der Eingang des Hauses befindet sich seitdem auf der zum Platz hin gewandten Seite.
Obwohl Lourenço Marques zu der Zeit noch nicht Hauptstadt der Kolonie war, kaufte der damalige Gouverneur der Kolonie, José Rodrigues Coelho do Amaral, 1873 das Haus, um es als Büro bzw. Generalsekretariat (Secretaria-Geral) zu nutzen. Später diente das Gebäude als Kunstgalerie für die vor allem in den 1950er und 1960er Jahren sehr aktive Künstlerszene von Lourenço Marques.
Mit der Unabhängigkeit Mosambiks 1975 verlor das Bauwerk zunächst seine Funktion als Verwaltungsort. Zum einjährigen Jubiläum der Einführung der mosambikanischen Währung Metical, am 15. Januar 1981, ließ die mosambikanische Regierung dort das Nationale Geldmuseum (Museu Nacional da Moeda) eröffnen. Im Museum wird seitdem die Geschichte von Währungen im südlichen Afrika dargestellt, es verfügt über eine Basis von über 4300 Sammlungsexponaten, wie Münzen, münzähnlichen Objekten, Banknoten, Medaillen und weitere 1000 auf Mosambik bezogene Objekte. Das Museum wird von der Eduardo-Mondlane-Universität verwaltet.
Seit 2011 befindet sich das Gebäude in der Vorauswahl für eine Denkmalliste der Stadt Maputo. In der portugiesischen Denkmaldatenbank Sistema de Informação para o Património Arquitectónico, das auch Denkmale ehemaliger portugiesischer Kolonien umfasst, ist das Gebäude mit der Nummer 31979 eingetragen.